# بيانكا ويليامز
بيانكا ويليامز (من مواليد 18 ديسمبر 1993) لاعبة ألعاب قوى بريطانية. شاركت مع منتخب إنجلترا في دورة ألعاب الكومنولث 2014، حيث فازت بالميداليات البرونزية في سباق 200 متر، وفي سباق التتابع 4 × 100 متر. فازت أيضًا بميداليتين ضمن الفريق البريطاني في بطولة العالم لألعاب القوى؛ مع الفضة في 4 × 200 م في عام 2014، والميدالية البرونزية في سباق 4 × 100 متر عام 2015. وهي تحتل المركز الخامس في قائمة المملكة المتحدة على الإطلاق في مسافة 200 متر مع أفضل رقم لها وهو 22.45 ثانية.
في نوفمبر 2023، تم إدراج بيانكا ويليامز ضمن قائمة بي بي سي لأكثر 100 امرأة.